# Dezen
Dezen, desen, mustra ili šara (fr. dessin - crtež) je uzorak na tkanini.
Osim u modi, pojam dezena koristi se i u grboslovlju (heraldici) i stjegoslovlju (veksilologiji) za opisivanje različitih uzoraka motiva, podloga i materijala.
U likovnoj umjetnosti dezen može označavati cilj, plan, nacrt ili osnovu neke kompozicije.